# Катар-7
Катар-7 (Qatar 7) — одиночная звезда в созвездии Андромеды на расстоянии приблизительно 2349 световых лет (около 720 парсек) от Солнца. Видимая звёздная величина звезды — +13,029m. Возраст звезды определён как около 1 млрд лет.
Вокруг звезды обращается, как минимум, одна планета.

## Характеристики
Катар-7 — жёлто-белая звезда спектрального класса F4V. Масса — около 1,409 солнечной, радиус — около 1,6 солнечного, светимость — около 2,603 солнечной. Эффективная температура — около 6390 K.

## Планетная система
В 2018 году группой астрономов, работающих в рамках проекта QES, у звезды обнаружена планета Катар-7 b.